# Chlum (berg i Tjeckien, Södra Böhmen, lat 48,88, long 14,09)
Chlum är ett berg i Tjeckien.   Det ligger i regionen Södra Böhmen, i den sydvästra delen av landet, 140 km söder om huvudstaden Prag. Toppen på Chlum är 1 191 meter över havet, eller 204 meter över den omgivande terrängen. Bredden vid basen är 5,5 km.
Terrängen runt Chlum är huvudsakligen lite kuperad. Trakten runt Chlum är nära nog obefolkad, med mindre än två invånare per kvadratkilometer. Närmaste större samhälle är Český Krumlov, 18,3 km öster om Chlum. I omgivningarna runt Chlum växer i huvudsak blandskog.